# Mistrovství České republiky v cyklokrosu 2014
Mistrovství České republiky v cyklokrosu 2014 se konalo v sobotu 11. ledna  2014 v Lošticích.
Mistrovství bylo 14. a zároveň posledním závodem sezony 2013/14 českého poháru v cyklokrosu. Závodu se zúčastnili závodníci kategorií elite a do 23 let. Závodní okruh měřil 2 700 m a závodníci ho  absolhovali devětkrát. Startovalo 33 závodníků.

## Přehled
| Poř.             | Jméno               | Čas        |
| ---------------- | ------------------- | ---------- |
| Zlatá medaile    | Martin Bína         | 1:03:54 h  |
| Stříbrná medaile | Michael Boroš       | + 0:43 min |
| Bronzová medaile | Vladimír Kyzivát    | + 0:46 min |
| 4                | Radomír Šimůnek ml. | + 1:04 min |
| 5                | Tomáš Paprstka      | + 1:04 min |
| 6                | Lubomír Petruš      | + 1:46 min |